# Gordon Ingate
Gordon Wilson Ingate (ur. 29 marca 1926 w Sydney) – australijski żeglarz, olimpijczyk.
Reprezentował Australię na Letnich Igrzyskach Olimpijskich 1972, które odbyły się w Monachium, zajmując 19. miejsce.